# NGC 92
NGC 92 је спирална галаксија у сазвежђу Феникс која се налази на NGC листи објеката дубоког неба.
Деклинација објекта је - 48° 37' 29" а ректасцензија 0h 21m 31,4s. Привидна величина (магнитуда) објекта NGC 92 износи 12,9 а фотографска магнитуда 13,8. NGC 92 је још познат и под ознакама ESO 194-12, AM 0018-485, PGC 1388.